# Alfredo Bajardi
Alfredo Bajardi (Vercelli, ... – ...; fl. XX secolo) è stato un calciatore italiano, di ruolo centrocampista.

## Vita privata
Era il fratello minore di Luigi Bajardi.

## Carriera
Esterno destro, giocò per una stagione nella Pro Vercelli in Serie A, segnando 5 gol in 28 partite.